# Aziz Albishari
Aziz Albishari, né le 23 août 1965 à Louvain, est un homme politique belge bruxellois, ex-membre d'Ecolo.
Il est né d'une mère belge originaire de Louvain et d'un père libyen. Il a passé plusieurs années en Libye pendant son enfance. Sa famille s'installe ensuite en périphérie bruxelloise, puis à Bruxelles. Il est naturalisé belge vers 1984. Il entreprend des études d'histoire à l'ULB, mais les abandonne.
Il parle couramment le néerlandais.[pertinence contestée]
Il a un diplôme de CESS et est formateur.
Il a été membre du parti politique belge Écolo de 2000 à 2017.

## Carrière politique
- 2000-2004 : conseiller communal à Ixelles
- 2004-2006 : échevin de l'urbanisme, de l'environnement et de la mobilité à Ixelles
- 2007 : conseiller communal à Ixelles
- 2009-2014 : député au parlement bruxellois
- Depuis 2014 : conseiller communal à Saint-Gilles

## Sources
1. ↑  Véronique Lamquin, « LE PORTRAIT Aziz Albishari, nouvel échevin ixellois », Le Soir,‎ 28 septembre 2004 (lire en ligne, consulté le 11 août 2020).
2. ↑  « Saint-Gilles : le conseiller communal Aziz Albishari quitte Ecolo », sur Télé Bruxelles, 25 octobre 2017 (consulté le 26 octobre 2024)